# Psechrus kunmingensis
Psechrus kunmingensis är en spindelart som beskrevs av Yin, Wang och Zhang 1985. Psechrus kunmingensis ingår i släktet Psechrus och familjen Psechridae. Inga underarter finns listade i Catalogue of Life.